# Gunnar Frostell
Gunnar Carlo Emmanuel Frostell, född 23 september 1889 i Malmö, död 24 augusti 1948 i Stocksund, var en svensk läkare.
Gunnar Frostell var son till tullöversyningsmannen Carl Johan Sigfrid Andersson. Efter studentexamen i Lund 1908, blev han student vid Karolinska Institutet samt 1913 medicine kandidat och 1919 medicine licentiat där. 1927 avlade han gymnastikdirektörsexamen. Frostell innehade flera läkarförordnanden, bland annat vid flera olika bad- och kurorter 1909–1930, vid Garnisonssjukhuset i Stockholm 1922 och vid Karolinska Institutets ortopediska klinik 1923–1924. Han arbetade 1915–1916 vid Österrikes centralanstalt för krigsortopedi och krigsinvalidvård i Wien samt 1926–1932 som biträdande lärare vid Karolinska Institutet och som läkare vid Serafimerlasarettets gymnastikinstitut. Frostell blev 1918 militärläkare och 1928 biträdande läkare vid Svea livgarde, där han från 1938 var regementsläkare och innehade från 1925 en egen läkarpraktik i Stockholm. Han gjorde sig känd som en ivrig förkämpe för svensk gymnastik och var en av Sveriges mest kända idrottsläkare under sin samtid. Förutom en mängd uppsatser i facktidskrifter utgav han bland annat Vad varje idrottsman bör veta (1910), Kriegsmechanotherapie (1917), Folkets hälsa (1926), Gestalt och hållning ur kroppskulturell synpunkt (1932) och Metodiska kroppsövningar (1933).